# Tromatobia forsiusi
Tromatobia forsiusi är en stekelart som först beskrevs av Hellen 1915.  Tromatobia forsiusi ingår i släktet Tromatobia och familjen brokparasitsteklar. Arten är reproducerande i Sverige. Inga underarter finns listade i Catalogue of Life.